# أسد بن سامان
أسد بن سامان هو من أوائل السلالة السامانية الحاكمة. كان ابن سامان خدا، مؤسس السلالة السامانية في بلاد فارس. وفقًا للتقاليد، سماه والده بالأسد على شرف الوالي الأموي حاكم خراسان أسد بن عبد الله القسري (723-727)، حين أسلم سامان. ولأسد أربعة أبناء: نوح وأحمد ويحيى وإلياس. عين الخليفة المأمون أبناء أسد ليكونوا حُكامًا لسمرقند وفرغانة وطشقند وأشروسنة وهراة، وهكذا بدأَت سلالة الحكام. كان الحاكم الساماني الشهير إسماعيل الأول (إسماعيل الساماني) (892-907) حفيد الأسد وابن أحمد.